# Tuxera
Tuxera公司是文件系统软件的开发商和供应商。其最流行的产品Tuxera NTFS和Tuxera exFAT已经登陆包括Linux、安卓、QNX、Mac OS等多种平台。Tuxera的客户包括众多在智能手机、平板电脑、电视、电视机顶盒、车载娱乐系统、存储产品等消费电子领域的顶尖生产厂商。许多消费者应该了解Tuxera NTFS for Mac，这是Tuxera公司旗下专门为实现在Mac平台上对NTFS分区进行无缝读写功能的软件。
Tuxera公司成立于2008年，总部位于芬兰赫尔辛基，目前已经在硅谷、北京、台北和首尔建立了办公室。

## 发展历史
公司的起源可以追溯至上世纪90年代后期开源NTFS项目的开发。微软在1993年推出NTFS文件系统并将NTFS作为Windows NT系统的文件系统。当时Anton Altaparmakov是Linux NTFS内核驱动开发的和维护的领军人物，与此同时，Szabolcs Szakacsits也在领导一个叫做NTFS-3G的独立平台项目的开发。2006年，NTFS-3G成为第一个得到完全读写支持的文件系统驱动。NTFS的商业化活动开始于2007年，一年以后（2008年），Szabolcs Szakacsits创建了Tuxera公司。2009年，Tuxera公司与微软（Microsoft）签订知识产权授权协议，公司开始快速发展并和众多主流芯片和操作系统平台供应商建立紧密的合作关系。

## 产品与服务

### 嵌入式解决方案

#### Tuxera NTFS
Tuxera NTFS是个可用于内部和外部存储、经过性能优化，具备容错性和完全兼容性的文件系统解决方案。Tuxera NTFS已经在市场上一些最新的高端电视、电视机顶盒、智能手机、平板电脑、路由器、网络附属存储和其他设备上使用。Tuxera NTFS目前适用于安卓和其他Linux平台、还有QNX、WinCE Series 40、Nucleus RTOS和VxWorks等。Tuxera同时也适用于许多构架，如ARM、MIPS、PowerPC、SuperH和x86等。

#### Tuxera exFAT
Tuxera exFAT是Tuxera公司2009年与微软开始合作之后推出的世界上首个商用版本的exFAT文件系统驱动。和Tuxera NTFS一样，Tuxera exFAT也同样具备良好的性能和容错性。Tuxera exFAT目前已经在最新的宝马和奥迪轿车，华硕、富士通、松下、泛泰和其他著名品牌的旗舰安卓智能手机和平板电脑上使用。

#### Tuxera FAT
Tuxera是面向安卓和Linux平台，具备卓越性能和容错性的FAT文件系统解决方案。

#### NTFS-3G
NTFS-3G是在Fedora, Ubuntu等众多GNU/Linux发行版上使用的免费、开源的NTFS驱动。2011年4月12日，NTFS-3G和Ntfsprogs项目已经实现合并。

### 终端产品

#### Tuxera NTFS for Mac
Tuxera NTFS for Mac可以帮助Mac OS X系统的电脑顺利实现对NTFS分区的读写功能。在系统默认状态下，Mac OS X只能实现对NTFS的读取功能。Tuxera NTFS for Mac最新版本是于2012年十月发布的2012.3.4版，该版本已经包含2012-07-26的更新。Tuxera NTFS for Mac目前已经支持13种语言：阿拉伯语、简体中文、繁体中文、英语、法语、德语、意大利语、日语、韩语、葡萄牙语、西班牙语、俄语和土耳其语。该软件支持包括山狮（Mac OS X Mountain Lion）等新的64位内核，拥有像NTFS扩展属性这样的高级功能，同时也兼容许多许多主流的虚拟和加密解决方案，比如Parallels Desktop®, VMware Fusion® and TrueCrypt等。

#### Tuxera Recovery
Tuxera Recovery是一款用于恢复被误删数据和文件的软件，目前适用于Microsoft Windows平台。